# Győző Veres
Győző Veres (Berekböszörmény, 13 giugno 1936 – Melbourne, 1º febbraio 2011) è stato un sollevatore ungherese vincitore di due medaglie olimpiche, campione mondiale ed europeo, che ha gareggiato nelle categorie dei pesi medi (fino a 75 kg.) e dei pesi massimi leggeri (fino a 82,5 kg.).
Ha partecipato a tre edizioni dei Giochi Olimpici ed è stato uno dei più grandi sollevatori ungheresi di tutti i tempi.

## Biografia
Győző Veres iniziò a sollevare pesi all'età di 18 anni. Nel 1959 iniziò ad affermarsi a livello internazionale vincendo la medaglia di bronzo nei pesi medi con 390 kg. nel totale su tre prove ai campionati europei di Varsavia, disputati all'interno dei campionati mondiali, per i quali Veres ottenne il 4º posto finale, dietro lo statunitense Tommy Kono, il sovietico Fëdor Bogdanovskij ed il polacco Jan Bochenek.
Nel 1960 ottenne la medaglia d'argento ai campionati europei di Milano con 397,5 kg. nel totale, terminando alle spalle dell'altro sovietico Aleksandr Kurynov.
Qualche mese dopo partecipò alle Olimpiadi di Roma 1960, dove riuscì a conquistare la medaglia di bronzo con 405 kg. nel totale, battuto da Kurynov (437,5 kg.) e da Tommy Kono (427,5 kg.).
L'anno successivo continuò a migliorare le proprie prestazioni, ma non abbastanza per affermarsi definitivamente al vertice della sua categoria, giungendo secondo ai campionati mondiali ed europei di Vienna con 420 kg. nel totale, ancora dietro a Kurynov, e ottenendo, quindi, una doppia medaglia d'argento.
Nel 1962 Veres passò alla categoria superiore dei pesi massimi leggeri, riuscendo tuttavia ad imporsi subito ai campionati mondiali ed europei di Budapest, davanti al suo pubblico, sollevando 460 kg. nel totale e lasciando dietro Tommy Kono (455 kg.) e il connazionale Géza Tóth (442,5 kg.).
Veres diventò così il primo sollevatore ungherese della storia a vincere un titolo mondiale.
Nel 1963 riuscì a confermarsi al vertice mondiale della categoria, vincendo la medaglia d'oro ai campionati mondiali ed europei di Stoccolma con 477,5 kg. nel totale, sconfiggendo per 10 kg. il sovietico Rudol'f Pljukfel'der e per 27,5 kg. il connazionale Géza Tóth.
Alle Olimpiadi di Tokyo 1964 però, Veres non riuscì a confermare queste prestazioni, dovendosi accontentare della medaglia di bronzo, la seconda per lui, con 467,5 kg. nel totale, dietro a Pljukfel'der (475 kg.) e a Géza Tóth (467,5 kg.), con quest'ultimo vincitore dell'argento grazie al suo peso corporeo inferiore rispetto a Veres, avendo ottenuto lo stesso risultato nel totale. Questa competizione olimpica era valida anche come campionato mondiale.
Ritornò su un podio internazionale in occasione dei campionati mondiali ed europei di Berlino Est 1966, arrivando secondo con 485 kg. nel totale dietro al sovietico Vladimir Beljaev, ottenendo pertanto una doppia medaglia d'argento. Veres e Beljaev ottennero in questa gara lo stesso risultato nel totale, ma anche in questo caso fu determinante il peso corporeo di Veres leggermente superiore a quello dell'avversario.
Nel 1968 Veres partecipò alla sua terza Olimpiade, quella di Città del Messico, terminando al 4º posto con 472,5 kg. nel totale, stesso risultato del polacco Norbert Ozimek, ma ancora una volta soccombente a causa del suo maggiore peso corporeo. Quella gara olimpica era valida anche come campionato mondiale.
Nel 1970 decise di ritirarsi dall'attività agonistica, diventando allenatore di sollevamento pesi, dapprima in patria e poi in Turchia.
Nel 1975 si trasferì in Australia per continuare la sua carriera di allenatore che si protrasse per un breve periodo, in seguito trovò lavoro presso un'officina.
Nel corso della sua carriera agonistica Veres stabilì 16 record del mondo, di cui 2 nei pesi medi (entrambi nella prova di distensione lenta) e 14 nei pesi massimi leggeri (4 nella distensione lenta, 5 nello slancio e 5 nel totale).